# Collection: 1973-2012
Collection: 1973–2012 è la settima compilation del cantautore statunitense Bruce Springsteen, pubblicata dalla Columbia nel 2013.
Contiene 18 canzoni registrate nell'arco di quarant'anni di carriera di Springsteen dal secondo album The Wild, the Innocent & the E Street Shuffle del 1973 sino a Wrecking Ball del 2012. Le canzoni Badlands e The Promised Land sono nella versione rimasterizzata digitalmente per la riedizione dell'album Darkness on the Edge of Town del 2010.

## Tracce
Tutte le canzoni sono composte da Bruce Springsteen.
1. Rosalita (Come Out Tonight) – 7:01
2. Thunder Road – 4:48
3. Born to Run – 4:30
4. Badlands – 4:01
5. The Promised Land – 4:28
6. Hungry Heart – 3:19
7. Atlantic City – 3:56
8. Born in the U.S.A. – 4:39
9. Dancing in the Dark – 4:02
10. Brilliant Disguise – 4:15
11. Human Touch – 5:09
12. Streets of Philadelphia – 3:14
13. The Ghost of Tom Joad – 4:22
14. The Rising – 4:47
15. Radio Nowhere – 3:18
16. Working on a Dream – 3:28
17. We Take Care of Our Own – 3:53
18. Wrecking Ball – 5:49

## Edizioni
- 2013 – Collection: 1973-2012 Australian Tour Edition, Columbia Records Sony Music 88765453852
- 2013 – Collection: 1973-2012, Columbia Records Sony Music 88765453852

## Pubblicazione
L'album è stato pubblicato l'8 marzo del 2013 come edizione limitata per la torunée australiana che si stava svolgendo in quei giorni ed è stato distribuito nei negozi europei il 16 aprile dello stesso anno.